# Font

Od góry do dołu: Segoe UI, Frutiger, Segoe

Font (ang., z łac. fons „źródło”) – komputerowy nośnik pisma, znaki zaprojektowane w formie wektorów lub bitmapy, zestaw krojów pisma o określonych wspólnych cechach zapisany w postaci elektronicznej, zazwyczaj w jednym pliku.
Początkowo, gdy pojedyncze czcionki były obrazkami pojedynczych znaków (glifów) o określonym rozmiarze, na jeden zestaw składały się czcionki tylko jednego rozmiaru. Wraz z rozpowszechnieniem się fontów wektorowych, które z samej swojej natury są skalowalne, rozmiar stracił na ważności. Obecnie pojedynczy font to najczęściej zestaw czcionek danego kroju (np. Arial) i odmiany (np. Pogrubiony). Czyli „Arial Pogrubiony” i „Arial Kursywa” to dwa różne fonty jednego kroju Arial.
Istnieją jednak również fonty, w których możliwe jest tworzenie wielu odmian z pojedynczego zestawu czcionek (czyli z pojedynczego fonta). Takimi fontami były np. Multiple Master Fonts przedsiębiorstwa Adobe Systems.
Należy przy tym zaznaczyć, że font, w porównaniu do zestawu czcionek w danym kroju i odmianie, zawiera więcej informacji niż tylko same kształty znaków, są to np. pary kerningowe, możliwość stosowania znaków alternatywnych itd.

## Formaty fontów
Te same fonty (o tym samym kroju) mogą występować od strony czysto technicznej w wielu różnych formatach. Trzy najpopularniejsze z nich to: Type 1 (w skrócie T1), TrueType (w skrócie TTF) oraz OpenType (w skrócie OTF).

### Type 1
Type 1 to fonty postscriptowe. Format powstał w przedsiębiorstwie Adobe w 1985 r. równolegle z samym językiem PostScript. Pierwotnie fonty te zostały zastosowane w komputerach przedsiębiorstwa Apple, które w tym samym czasie jako pierwsze weszły na rynek z graficznym środowiskiem pracy użytkownika (a nie jak do tej pory – znakowym) oraz z przystosowaną do druku w tym trybie drukarką laserową. Umożliwiało to całkowitą zmianę w podejściu do tekstu drukowanego – można było drukować dowolne kształty liter i w płynnej skali wielkości.
Znaki w T1 opisane są za pomocą krzywych Béziera trzeciego stopnia tworzących obwiednie (kontury) kształtów znaków w dwuwymiarowym układzie współrzędnych. Krzywe te są definiowane poprzez ciągi punktów kontrolnych (węzłów). Fonty T1 pozwalają przekształcać litery jako obiekty graficzne zależnie od możliwości używanego oprogramowania (zmiana stopnia pisma, transformacja kształtu, niezależna zmiana konturu i wypełnienia itd.), oraz przede wszystkim w zależności od możliwości urządzeń drukujących (w różnych technikach), naświetlających czy plotujących.
W przeciwieństwie do TrueType, fonty Type 1 korzystają z metryk w osobnym pliku, zwykle w tekstowym formacie Adobe Font Metrics lub binarnym Printer Font Metric.

### TrueType
Format danych stworzony przez przedsiębiorstwo Apple jako antidotum na PostScript (za który trzeba było płacić), stosowany na komputerach Macintosh od 1991 r. – obecnie rozpowszechniony na wszystkich platformach komputerowych na równi z fontami Type 1. Znaki w TrueType opisane są za pomocą krzywych Béziera tylko drugiego stopnia, jednak jest to format znacznie bardziej skomplikowany technicznie. Daje za to większe możliwości – szczególnie pod względem jakości wyświetlania na ekranie monitora.
Czcionka TrueType to czcionka, która może być skalowana i niekiedy jest generowana jako czcionka bitmapowa, zależnie od możliwości drukarki. Czcionki TrueType są niezależne od urządzenia i przechowywane w formie zbioru konturów znaków. Rozmiary czcionek tego typu można zamieniać odpowiednio z dowolną wysokością i drukować precyzyjnie w taki sposób, w jaki pojawiają się na ekranie.
Od 1992 r. stosowany również w Microsoft Windows 3.1, aczkolwiek dopracowany dopiero w Microsoft Windows 95. Słaba premiera w starszych wersjach systemu Windowsa spowodowała odwrócenie się na pewien czas producentów od profesjonalnego (czyli dla DTP) wykorzystania formatu TT, tym bardziej że Adobe odtajniła częściowo swój konkurencyjny standard (czyli T1) oraz udoskonaliła i rozpowszechniła oprogramowanie rasteryzujące (ATM), co spowodowało dominację na wiele lat standardu T1 w zastosowaniach profesjonalnych (poligrafia). Obecnie fonty w obu standardach są tak samo dobre, a poważne niegdyś problemy z TrueType w DTP należą już do przeszłości, i to do tego stopnia, że teraz u producentów oprogramowania to standard T1 cieszy się mniejszą popularnością w porównaniu z TrueType, a nawet przez samą Adobe uznany został za nierozwojowy, a w konsekwencji całkowicie poniechany w produkcji nowych fontów przez to przedsiębiorstwo.

### OpenType
Najnowszym formatem fontów jest OpenType, który ma również zakończyć istnienie wielu różnych formatów i pozostawienie tylko jednego – do używania bezpośrednio na wszystkich platformach komputerowych. Jest wspólnym dziełem przedsiębiorstw Adobe i Microsoft i choć prace nad nim zaczęły się już w 1996 r., to pierwszą aplikacją DTP obsługującą ten format był dopiero Adobe InDesign. 
Fonty w formacie OpenType mają znaki kodowane w Unicode, a ponadto zawierają szereg nowych funkcji niedostępnych w starszych formatach, jak np. znaki alternatywne i inne tzw. funkcje zecerskie, czy osadzanie krojów na stronach WWW (umożliwiające wyświetlanie ich w przeglądarce na komputerze, w którym tych znaków nie ma zainstalowanych). OpenType może zawierać obrysy PS lub TTF z pełną implementacją dziesiątków tysięcy znaków Unicode.

### Pozostałe formaty
Inne formaty to np. TeX font metric (TFM) oraz generic font (GF) – fonty programu METAFONT. Obecnie za pomocą programu MetaPost można utworzyć również postscriptowy font Type 3 ze źródła przeznaczonego dla METAFONT.
Niegdyś używane były również fonty bitmapowe (ang. bitmapped fonts), w których kształty poszczególnych znaków zdefiniowane były jako obrazki bitmapowe na sztywno dla wybranych stopni pisma i rozdzielczości monitorów czy drukarek, co bardzo utrudniało ich stosowanie w innych wielkościach, nie mówiąc już o poważniejszych transformacjach. Przykładem formatu fontów bitmapowych jest GF, częściej konwertowany na skompresowany PK – packed font. GF jest generowana dla danego urządzenia i rozdzielczości. Dziś stosowane one są rzadko – praktycznie tylko w urządzeniach z wyświetlaczami pracującymi w określonej rozdzielczości oraz prostych szybkich urządzeniach drukujących.
Ciekawą odmianą są fonty używane przez program Calamus – fonty typu CFN (Calamus FoNt). Jest to niejako połączenie czcionek typu TT i PS – opis znaków na wektorowych wzorach 3 stopnia na tak zwanych b-spline’ach, podobnie jak w fontach postscriptowych, ale z zachowaniem układu jak w zestawach typu True Type.

## Kodowanie znaków

### Strony kodowe
Przez wiele lat w pojedynczym foncie można było zapisać tylko 256 znaków (fonty jednobajtowe). Była to liczba niewystarczająca nawet do umieszczenia w jednym zestawie wszystkich znaków diakrytycznych wszystkich języków posługujących się alfabetem łacińskim. Powodowało to konieczność tworzenia odmian regionalnych dla fontów, np. wersji dla środkowej Europy, państw bałtyckich itd. Fonty greckie, cyrylica, znaki z innych języków, znaki fonetyczne, piktogramy, symbole nut itd. z założenia zawierały się od razu w odrębnych zestawach 256-znakowych.
Wszystkie te fonty były podzielone na 2 części: pierwsze 128 znaków było najczęściej takie samo, a druga połowa stanowiła dla każdej z wersji językowych oddzielny repertuar znaków charakterystyczny dla danej grupy języków z towarzyszeniem pewnej liczby innych uniwersalnych symboli. Dokładniej – w pierwszej połówce znaki od 0 do 31 oraz znak 127 zawierały tzw. kody sterujące jak znak tabulacji poziomej (9), powrotu karetki (13) czy escape (27), oraz znaki od 32 do 126 zawierające znaki drukowalne, czyli wszelkie wielkie i małe litery, cyfry, spację i inne symbole jak przecinek (44), kropka (46) czy średnik (59). Jeśli zaś były to fonty nie z literami tylko z innymi znakami czy symbolami, to nawet pierwsza połówka mogła być nimi zapełniona. Podział na 2 części wynikał z tego, że pierwotnie kodowanie to było zaledwie 7-bitowe (oferowało więc znaki jedynie z zakresu 0-127), a nie jak obecnie 8-bitowe (0-255).

### Unicode
Obecnie upowszechniły się fonty (TT i OTF) w wersji dwubajtowej, czyli w standardzie Unicode, co umożliwia zapisanie w jednym pliku (i jednym foncie) do 65536 znaków. Stało się przez to możliwe wygodne stosowanie naraz nie tylko alfabetów wszystkich języków indoeuropejskich, ale nawet najważniejszych znaków języków Dalekiego Wschodu. Jednocześnie jest miejsce na wszelkie ligatury, kapitaliki, indeksy, znaki specjalne, piktogramy etc., ale najważniejszą rzeczą jest to, że w Unicode jest tylko jeden standard kodowania znaków – obowiązujący na wszystkich platformach (np. polskie „ą” ma odtąd ten sam numer kodu na wszystkich komputerach świata). Odpadły więc wszelkie problemy z konwertowaniem tekstów między komputerami opartymi na standardzie Apple Macintosh a tymi w standardzie IBM PC, czy też między różnymi standardami kodowania tych samych znaków w obrębie PC.
Należy jednak zwrócić uwagę, że Unicode to nie jest nowy format fontu, tylko zestaw znaków, tak jakby kolejna strona kodowa – tyle że uniwersalna, a przez to ostatnia. Więcej już ich nie będzie, ponieważ Unicode jest zestawem, w którym mieszczą się naraz znaki ze wszystkich dotychczasowych stron kodowych.